# Ebba Neander
Ebba Neander, född 1 september 1919 i Stockholm, död 8 januari 2018, var en svensk barn- och ungdomspsykiater.

## Biografi
Ebba Neander var dotter till landshövding Allan Rodhe och Gertrud Odencrants. Hon avlade studentexamen i Visby 1938, blev medicine kandidat vid Uppsala universitet 1941 och medicine licentiat där 1950. Hon var vikarierande underläkare på Akademiska sjukhuset och Vänersborgs lasarett periodvis 1950–1956, praktiserande läkare i Lidköping från 1957, var underläkare vid barnpsykiatriska kliniken på Lidköpings lasarett 1963–1968, biträdande överläkare 1968 och överläkare där från 1969. Hon var även tillförordnad underläkare på Falbygdens sjukhus i Falköping och vid barnmedicinska kliniken i Lidköping 1968–1969.
Neander blev, tillsammans med sin dåvarande partner Torgny Bondestam, riksbekant genom Åsa Blancks TV-dokumentär Ebba & Torgny och kärlekens villovägar (2003).